# Der junge General
Der junge General (Originaltitel La Fayette) ist ein monumentales Historiendrama aus der Zeit des amerikanischen Unabhängigkeitskrieges. Mit dem 1932 geborenen Franzosen Michel Le Royer wählte man einen weithin unbekannten Schauspieler für die Titelrolle des Generalleutnants Gilbert de La Fayette (1757–1834) aus, der von 1777 bis 1781 in Diensten der neugegründeten Nation Vereinigte Staaten von Amerika stand. Umgeben ist der Hauptdarsteller von einer Fülle internationaler Stars wie Vittorio de Sica (Italien), Jack Hawkins (Großbritannien), Liselotte Pulver (Schweiz), Pascale Audret (Frankreich), dem soeben zu internationalem Filmruhm gelangten deutschen Dr. Mabuse-Darsteller Wolfgang Preiss und der US-Hollywoodlegende Orson Welles in der Schlüsselrolle des US-amerikanischen Staatsmanns Benjamin Franklin. Regie bei diesem opulenten Schaubild führte Jean Dréville.

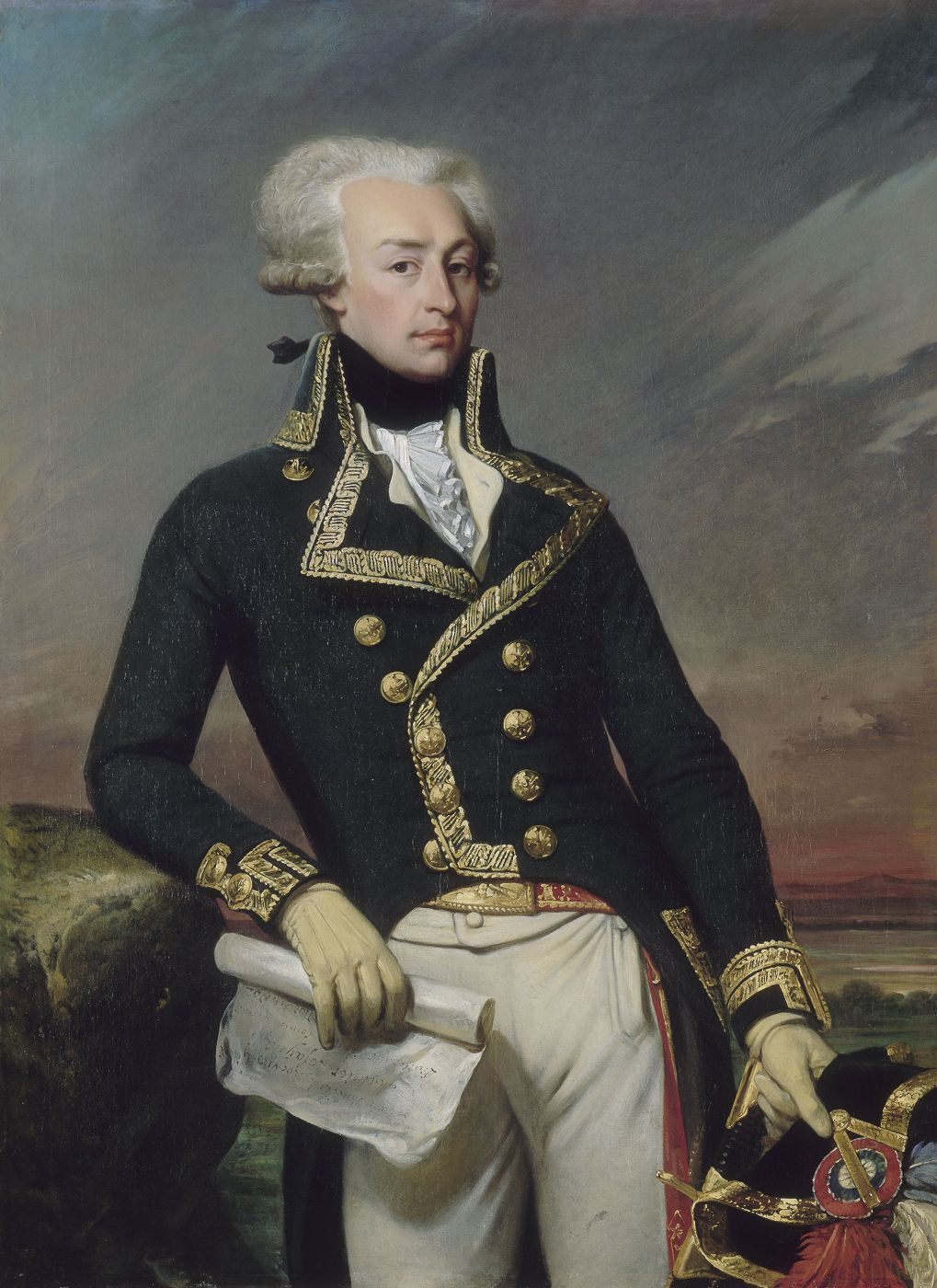
Der real-historische Titelheld der Geschichte: Marquis de la Fayette

## Handlung
Man schreibt das geschichtsträchtige Jahr 1776. Die Siedler von dreizehn britische Kolonien auf dem nordamerikanischen Subkontinent haben begonnen, gegen die Herrschaft der britischen Krone unter König George aufzubegehren. Ihr Ziel ist nicht weniger als die staatliche Unabhängigkeit. Noch ist die britische Soldateska ebenso erbarmungslos wie erfolgreich im Kampf gegen die Insubordination der Neusiedler, doch im fernen Frankreich, wo man ähnliche Umstände unter dem absolutistischen König Ludwig XVI. kennt, stößt der Freiheitswille gegenüber dem Diktat der Monarchie bei dem 19-jährigen Freigeist, Aristokraten und Soldaten Gilbert de La Fayette auf offene Ohren. Der junge Marquis hat soeben die Tochter des Herzogs von Ayen, Adrienne, geheiratet.
Um sich besser zu informieren, begibt sich La Fayette nach Paris und lernt dort Silas Deane kennen, den jungen Abgesandten des Kongresses der Aufständischen Nordamerikas. Eine weitere Begegnung führt ihn mit Benjamin Franklin zusammen. Der Verleger, Autor und Naturwissenschaftler gilt als das moralische und intellektuelle Gewissen der Aufrührer in der Neuen Welt und vermag, den jungen Franzosen endgültig für die Sache der nach Unabhängigkeit strebenden Siedler zu gewinnen. Beseelt vom aufklärerischen Geist eines Voltaires und eines Jean-Jacques Rousseaus und begeistert von der Idee, sich dem Kampf für Freiheit und gegen die britische Weltherrschaft anzuschließen, verlässt La Fayette die königlich-französische Armee und geht nach Amerika.
Im Juni 1777 erreicht der Idealist die Neue Welt und muss feststellen, dass er über keinerlei Kampferfahrung verfügt, während die britische Kolonialarmee bestens ausgerüstet und in der Schlachtführung sehr versiert ist. Doch dies gleicht La Fayette mit seinem Einsatz für die Sache und seinem Idealismus bald aus. La Fayette wird ein enger Vertrauter George Washingtons und steigt schließlich zum Generalmajor der Kontinentalarmee auf. Auch auf dem Schlachtfeld beginnt La Fayette mit der Zeit zu reüssieren. Die letzte entscheidende Schlacht mit La Fayettes Teilnahme findet 1781 in Yorktown (Virginia) statt – damit ist die staatliche Unabhängigkeit von den verhassten Briten endgültig besiegelt. Nun ist es Zeit für La Fayette heimzukehren, und der Film endet an dieser Stelle. Die letzten zwei Jahrzehnte seines Lebens bleiben somit ausgespart.

## Produktionsnotizen
Der junge General, mit einem ungeheuren Aufwand an Pferden (rund 5000) und Statisten (je nach Quelle zwischen 30.000 und 50.000) gedreht, entstand zwischen dem 13. Februar 1961 und dem 7. August 1961 aus Kostengründen nicht vor Ort in den USA, sondern in jugoslawischen (serbischen) und französischen Filmstudios sowie mit Außendrehs im Tal der Loire, in Versailles und in Pontchartrain und war im französischen Original 158 Minuten lang. Die internationalen Fassungen wurden deutlich gekürzt. Für die Welturaufführung wählte man am 1. Februar 1962 einen für die amerikanisch-französische Verbundenheit symbolträchtigen Platz: den in Le Havre vor Anker liegenden französische Luxusliner France, der ab dem 3. Februar desselben Jahres regelmäßig zwischen Frankreich und New York verkehrte. Die offizielle französische Premiere des Films fand in einem festlichen Rahmen eine Woche darauf in der Pariser Oper statt.
Für Deutschlands Kinogänger war dieser Film thematisch kaum interessant, sodass sich die Deutschland-Premiere bis zum 26. August 1966 verzögerte. Der Publikumszuspruch hierzulande war trotz der voluminösen Aufmachung und der internationalen Besetzung derart bescheiden, dass der Film beispielsweise in Hamburgs Barke-Kino nach nur sechs Tagen Laufzeit (vom 23. bis zum 29. September 1966) wieder vom Spielplan genommen wurde. In britischen Kinos sah es nur unwesentlich besser aus: Hier war der Film in der Provinz zwischen zwei und fünf Wochen lang zu sehen; lediglich in London, wo der Breitwandstreifen ab dem 10. Januar 1965 im Coliseum Cinerama gezeigt wurde, blieb La Fayette immerhin acht Wochen auf dem Spielplan.
Maurice Jacquin war der Produktionsleiter, Maurice Colasson schuf die Filmbauten.

## Kritiken
Die internationale Filmkritik ließ fast kein einziges gutes Haar an dem Film, er wurde übereinstimmend als bombastisches und ausstattungsintensives, künstlerisch jedoch sehr uninspiriertes Schlachtengemälde angesehen.
Bosley Crowther schrieb in der New York Times: „Es scheint, dass die französischen Filmproduzenten, die das große Historiendrama „Lafayette“ gemacht haben, zu viele Western und zu viele dieser behäbigen Spektakelfilme gesehen haben, beladen mit Kampfszenen und Schwachköpfen, wie sie es in Italien machen. Dieser Riesen-Breitwandfilm … präsentiert die Amerikanische Revolution so, als sei sie eine Kombination aus der Belagerung von Fort Apache und dem Krimkrieg gewesen. (…) Was auch immer die Vorstellung von der Natur der amerikanischen Revolution, die der Regisseur, Jean Dreville, gehabt haben mag, es war nicht bizarrer als die Vorstellung vom französischen Hof unter Ludwig XVI., die er in diesem Film offeriert. (…) Kurz gesagt, diese aufwendige Fiktion des Marquis de Lafayette, der aus Frankreich kam, um die Amerikanische Revolution zu unterstützen und ein Liebling von George Washington wurde, ist skurril und künstlich, szenisch in Spots (wenn sie in Frankreich spielen), aber mit pedantischer Aufdringlichkeit von einer amüsanten Konglomeratbesetzung gespielt.“
Halliwell’s Film Guide fand, der Film sei ein „kraftloses, internationales Epos, interessant nur aufgrund der Gaststarauftritte.“
Der Movie & Video Guide meinte: „Bombastischer, schlecht geschriebener Kostümschinken.“
Im Lexikon des internationalen Films heißt es: „Trotz des großen Aufwands an Stars, Komparsen und Material ein nur mäßig beeindruckender Kolossalfilm, der wegen der Verharmlosung des Krieges für Jugendliche wenig geeignet scheint.“
Dan Pavlides schreibt bei AllMovie: „Die Geschichte eines Franzosen, der für die Befreiung der amerikanischen Kolonien von der britischen Herrschaft kämpfte, wird farbenfroh auf die Leinwand gebracht. […] Er begegnet General Washington (Howard St. John) und verdient seinen rechtmäßigen Platz in der Geschichte als einer der großen militärischen Führer. Der britische General Cornwallis wird von Jack Hawkins dargestellt, während Orson Welles einen denkwürdigen Auftritt als Benjamin Franklin gibt.“

## Belege und weiterführende Informationen
1. 1 2  La Fayette auf in70mm.com
2. ↑  La Fayette in The New York Times vom 11. April 1963
3. ↑  Leslie Halliwell: Halliwell’s Film Guide, Seventh Edition, New York 1989, S. 576
4. ↑  Leonard Maltin: Movie & Video Guide, 1996 edition, S. 719
5. ↑  Der junge General. In: Lexikon des internationalen Films. Filmdienst, abgerufen am 30. April 2021.
6. ↑  Dan Pavlides: Der junge General (Memento vom 7. Oktober 2019 im Internet Archive) bei AllMovie (englisch, Wertung )